# سرودخوان
ویرئو(نام علمی: Vireonidae) نام یک تیره از راسته گنجشک‌سانان است.